# Zalesie Kętrzyńskie
Zalesie Kętrzyńskie (niem. Hinzenhof) – osada w Polsce położona w województwie warmińsko-mazurskim, w powiecie kętrzyńskim, w gminie Kętrzyn.
Zalesie Kętrzyńskie położone jest na południe od drogi Kętrzyn – Nakomiady i należy do wsi zanikających (sąsiednie Poganowo (niem. Gross Bügersdorf) nie istnieje).
W herbie Kętrzyna do końca XVI w. znajdował się dzik, którego zastąpił niedźwiedź ubity na wzgórzu między trzema świerkami. Te trzy świerki przetrwały do 1875 r. Uschnięte świerki ktoś podpalił – łunę było widać w ówczesnym Rastenburgu (obecnie Kętrzynie). Niedźwiedzie w okolicach Kętrzyna występowały jeszcze w połowie XVIII w. Ostatniego niedźwiedzia na Mazurach ubito w 1804 w Spychowie.
W latach 1975–1998 miejscowość administracyjnie należała do województwa olsztyńskiego.
Obecnie w Zalesiu Kętrzyńskim znajdują się: jeden budynek mieszkalny, dwa budynki gospodarcze oraz trzy działki ogrodowe. Budynek mieszkalny jest podzielony na dwie części. Jedna połowa jest własnością kętrzyńskiego Koła Łowieckiego "Szarak", druga połowa jest mieszkaniem prywatnym.